# Юкка Пармаа
Юкка Паарма (фін. Jukka Paarma нар. 1 грудня 1942, Лаппеенранта, Фінляндія) — з 1998 по 2010 архієпископ Євангельсько-лютеранської церкви Фінляндії; з 2010 року — на пенсії.

## Життєпис
Архієпископ Турку, голова Євангельсько-лютеранської церкви Фінляндії.
Народився 1 грудня 1942 року в родині лютеранського священника кафедрального собору Оскара Паарма (1905–1994) і музичного педагога — Кайси Енґблум.
Атестат зрілості отримав у 1961 році в школі Тампере. У 1967 році закінчив Гельсінський університет зі ступенем бакалавра теології.
У 1970 році захистив ліценціат, а в 1980 році отримав ступінь доктора теології.
1 червня 1967 року в Тампере пройшов ординацію в сан лютеранського пастора.
Його подальша кар'єра в Євангелічно-лютеранській церкві Фінляндії виглядала наступним чином:
- 1967–1968 — помічник старшого пастора в регіоні Лахті і Центральний Фінляндії.
- 1968–1971 — офіційний помічник духовенства.
- 1972–1977 — капелан.
- 1977–1982 — настоятель приходу в Валкеакоскі.
- 1982–1998 — настоятель собору в Турку.

1 грудня 1998 року обраний примасом Євангелічно-лютеранської церкви Фінляндії з титулом Архієпископ Турку.
6 червня 2010 року пішов у відставку.
Одружений. Дружина — доцент Пірьо Паарма. Має двох доньок — Ганну і Лауру.
Хобі — книги, історія та спорт (спорт в дуже юному віці був сильним захоплення у зв'язку з чим архієпископ одного разу заявив, що якби не став священником, то отримав би спеціальність пов'язану зі спортом.

### Нагороди
- Suomen Leijonan suurristi 2002
- Suomen Valkoisen Ruusun I luokan ritarimerkki 1991
- Pyhän Karitsan Ritarikunnan I luokan komentajamerkki 2002
- Konstantinus Suuren Ritarikunnan komentajamerkki 1998
- Belgian Kruunuritarikunnan ritarimerkki 1996
- Pietarin kaupungin 300-vuotisjuhlamitali 2004
- Pyhän Erikin mitali (Ruotsin kirkko) 2006
- Teologian kunniatohtori, Joensuun yliopisto 2004

### Праці
- Hiippakuntahallinto Suomessa 1554-1604. Väitöskirja. Helsinki: Suomen kirkkohistoriallinen seura. 1980. ISBN 978-951-9-02135-5
- Arvot ja armo. Helsinki: Pyhän Henrikin säätiö, 2001. ISBN 978-951-6-25772-6 .
- Paarma, Jukka & Sirkka, Seppo JJ: Elämä on kuin ruoho. Helsinki: Kirjapaja, 2003. ISBN 978-951-6-25925-6.
- Ihmisen huuto. Helsinki: Kirjapaja 2009. ISBN 978-951-6-07994-6.